# Közép-Dunántúl
Transdanubio Central (en húngaro: «Közép-Dunántúl») es una región estadística (NUTS 2) de Hungría. Forma parte de la región mayor de Transdanubio («Dunántúl», NUTS 1). La región Közép-Dunántúl agrupa tres condados húngaros: Fejér, Komárom-Esztergom y Veszprém. 

## Ciudades más pobladas
| Ciudad         | Población (2009) |
| -------------- | ---------------- |
| Székesfehérvár | 102.035          |
| Tatabánya      | 70.333           |
| Veszprém       | 63.405           |
| Dunaújváros    | 48.562           |
| Pápa           | 32.664           |
| Esztergom      | 30.928           |
| Ajka           | 29.685           |
| Tata           | 24.902           |
| Várpalota      | 20.688           |
| Komárom        | 19.747           |